# Avinguda del Llevant UE
L'avinguda del Llevant UE és una avinguda del barri de Benicalap de la ciutat de València que s'inicia a l'encreuament amb dues rotondes amb l'avinguda dels Germans Machado (que forma part de la Ronda Nord de València) i finalitza a l'encreuament amb l'avinguda de l'Equador i amb la fi del carrer del Pintor Matarana. Està dedicada al Llevant Unió Esportiva, equip de futbol considerat com el club degà de la ciutat de València en atribuir-se-li l'any 1909 com a data de la seua fundació. El seu estadi Ciutat de València està situat a l'avinguda dels Germans Machado, a tan sols 2 km.
És una avinguda de recent construcció que en un principi es va projectar com a possible part de la ronda de bulevards urbans de la ciutat de València, en aquest cas com a part de la Ronda Nord i continuació de l'avinguda dels Germans Machado.
L'entorn de l'avinguda és quasi únicament d'ús residencial i de nova construcció. Al nord es troba la urbanització coneguda com a Benicalap Nord, on s'han respectat algunes alqueries que formaven part del paisatge d'horta que dècades arrere ocupaven estes terres. Un poc més al nord, dins el barri de la Ciutat Fallera es troba el Museu de l'Artista Faller del gremi d'artistes fallers, on s'explica des de 1991 tot el procés de construcció dels monuments fallers per part dels artistes.